# Rogier Molhoek
Rogier Molhoek (Oud-Beijerland, 22 luglio 1981) è un allenatore di calcio ed ex calciatore olandese, di ruolo centrocampista.